# خلدون موسى
خلدون إسماعيل موسى (مواليد 8 يونيو 1999) هو لاعب كرة قدم قطري يلعب حالياً مع نادي الخريطيات في دوري نجوم قطر كلاعب وسط.

## مسيرة اللاعب
لعب سابقاً في النادي العربي و انتقل إلى نادي الخريطيات في عام 2020 .